# Melekeok (Stadt)
Melekeok ist ein Ort in der pazifischen Inselrepublik Palau. Er liegt im gleichnamigen Verwaltungsgebiet Melekeok auf Babeldaob, der größten Insel Palaus. Das gesamte Verwaltungsgebiet hat mit 299 Einwohnern (Stand 2012) dörflichen Charakter. Größere Siedlungen gibt es allerdings auf der ganzen Hauptinsel nicht.
Einzelne Häuser Melekeoks sind noch zum Teil vom Regenwald verdeckt. Während die Gebäude von höchst unterschiedlicher Qualität – von ärmlichen Behausungen bis zu Villen amerikanischen Stils – entlang der Hauptstraße nahe der Küste fast auf Meeresniveau liegen, wurde 2006 in Palaus Hauptstadt Ngerulmud zwei Kilometer südwestlich der Siedlung ein weitläufiger Komplex von Regierungsgebäuden errichtet. Die repräsentativen Bauwerke umfassen ein Parlament sowie Gebäude für die Exekutive und die Judikative. Der sogenannte Kapitol-Komplex befindet sich hochgelegen in ruhiger Grünlage und ist weit über die Insel sichtbar.

## Geschichte
Das Gebiet um Melekeok hat eine lange Geschichte als Machtzentrum Palaus. Es war häufiger Schauplatz von Dorfkriegen. Es standen dort mehrere Männerhäuser (Bais), die während der japanischen  Besatzung zerstört wurden. 1992 wurde ein Männerhaus im traditionellen Stil wieder aufgebaut.

Flagge von Melekeok
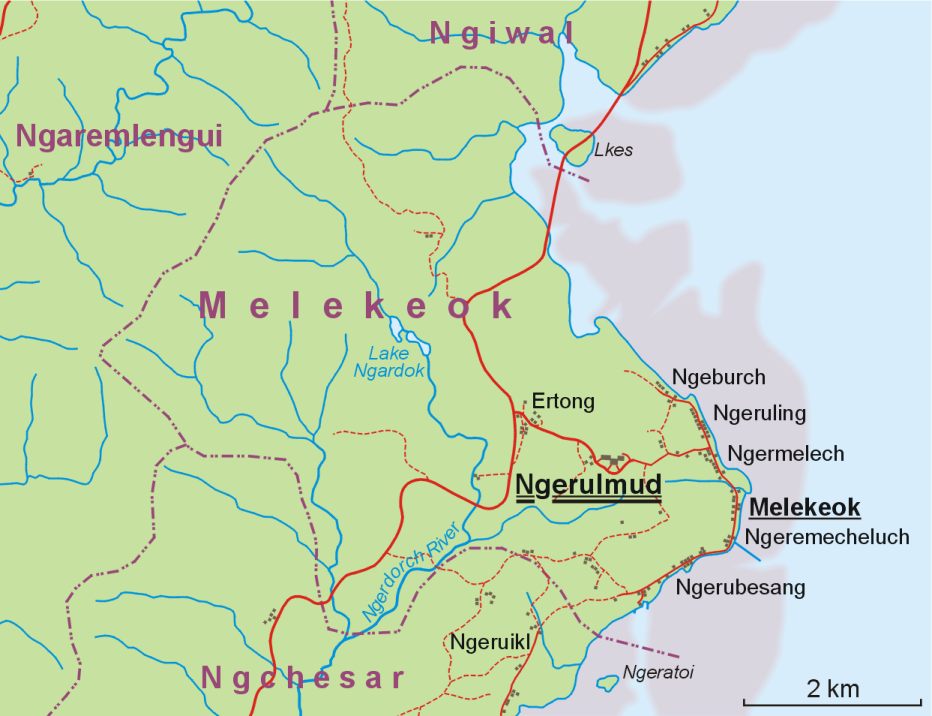
Topographische Karte von Melekeok
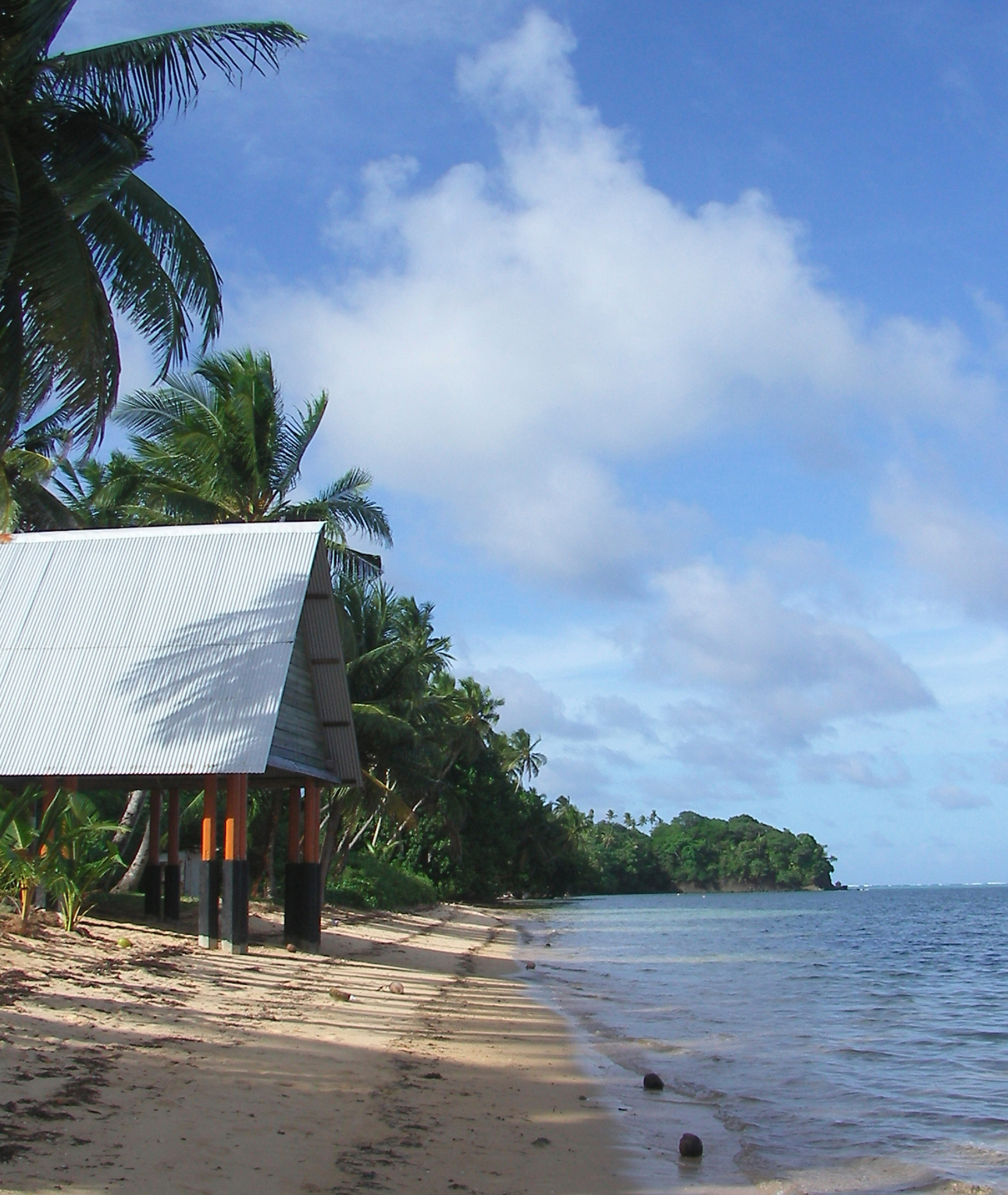
Strand bei Melekeok